# Lisohirka, Horodok
Lisohirka (în ucraineană Лісогірка) este o comună în raionul Horodok, regiunea Hmelnîțkîi, Ucraina, formată numai din satul de reședință.

## Demografie
Componența lingvistică a comunei Lisohirka
     Ucraineană (99,65%)
     Alte limbi (0,12%)
Conform recensământului din 2001, majoritatea populației comunei Lisohirka era vorbitoare de ucraineană (99,65%), existând în minoritate și vorbitori de alte limbi.